# G-Dragon
Квон Джійон (кор. 권지용, нар. 18 серпня 1988, Сеул, Південна Корея) відомий за псевдонімом G-DRAGON (кор. 지드래곤) — учасник та лідер гурту Big Bang, репер, автор пісень, вокаліст, модель, дизайнер, композитор та актор. Має прізвисько «Король K-POP». Також його називають законодавцем моди у Південній Кореї.

## Життєпис

### 1988—2000
Майбутня зірка та король індустрії Джі Йон народився 18 серпня 1988 року в столиці Південної Кореї, — Сеулі, в провінції Йонсан-гу. У сім років він став частиною дитячої гурту Little Roo'Ra. Після розпуску гурту, у віці 8 років, він став трейні SM Entertainment (1996—2000), але перейшов у результаті до YG Entertainment (2000) де знаходився по 2023 рік розірвавши контракт з компанією.

### 2000—2006: дебют Big Bang
Джі Йон до дебюту групи брав участь в композиціях та в кліпах виконавців, в тому числі відома пісня як «Hip Hop Gentlemen», коли йому було всього 13 років. В 2006 році гурт дебютував з піснею «La La La».

### 2009: сольний дебют
18 серпня 2009 року вийшов на світ перший сольний альбом Джі Йона під назвою Heartbreaker.
Альбом став одним із найуспішніших музичних дисків року, був проданий у понад 200 000 екземплярів, а також був визнаний «Альбомом Року» на музичній премії «Mnet Asian Music Awards». Heartbreaker також став джерелом проблем для артиста, включаючи звинувачення в плагіаті.

### 2010: дебют GD & TOP та повернення
Після річної перерви G-Dragon та його колега по гурту T.O.P випустили спільний альбом GD & TOP у 2010 році. Для підтримки альбому було випущено п'ять синглів з цього альбому: «High High», «Oh Yeah», «Don't leave», «Baby Good night» і «Knockout» (кор. 뻑이가요), — всі п'ять синглів зайняли високі позиції у музичних чартах.

## Дискографія
- Heartbreaker (2009)
- Coup d'Etat (2013)
- Coup d'Etat + One of a Kind & Heartbreaker (2013)
- Übermensch (2025)

## Фільмографія
- 무한상사 (Muhan Company) as як виконавчий режисер Квон (2016)
- The Act III: Moment of Truth The End as himself (2018)[4]

## Концерти та тури
- One of a Kind World Tour (2013)
- Act III: M.O.T.T.E World Tour (2017)
- Übermensch World Tour (2025)